# Ressonância magnética nuclear de carbono-13
Ressonância magnética nuclear de carbono-13 (13C ou C13) (mais comumente conhecida como RMN de carbono-13 ou RMN de 13C ou, às vezes, simplesmente denominada RMN de carbono) é a aplicação da espectroscopia de ressonância magnética nuclear espectroscopia de ressonância magnética nuclear (RMN) para o elemento carbono. É análoga à  RMN de prótons (RMN 1H) e permite a identificação de átomos de carbono em uma molécula orgânica, assim como a RMN de prótons identifica átomos de hidrogênio. Como tal, a RMN 13C é uma ferramenta importante na elucidação de estruturas químicas em química orgânica. RMN 13C detecta somente o isótopo de carbono |13C, cuja abundância natural é de apenas 1,1%, porque o principal isótopo de carbono, 12C, não é detectável por RMN, pois seu núcleo tem spin zero.

## Deslocamentos químicos
Deslocamentos químicos 13C seguem os mesmos princípios que os de 1H, embora a gama típica de mudanças químicas seja muito maior do que para 1H (por um fator de aproximadamente 20).  O deslocamento químico padrao de referencia para 13C sao os carbonos no tetrametilsilano (TMS), cuja mudança química é considerada 0,0 ppm. 
Deslocamentos químicos típicos em RMN 13C